# Herbert Sukopp
Herbert Sukopp (* 6. November 1930 in Berlin) ist ein deutscher Botaniker und Ökologe. Sein offizielles botanisches Autorenkürzel lautet „Sukopp“.

## Leben
Sukopp studierte Botanik, Geologie und Soziologie in Berlin. Im Jahr 1958 erfolgte die Promotion bei Erich Werdermann an der Freien Universität Berlin. Zehn Jahre später wurde er im Fachgebiet der Botanik an der TU Berlin habilitiert.
1969 wurde er zum Professor ernannt, ab 1974 bis 1996 war er ordentlicher Professor und Leiter des Fachgebietes Ökosystemforschung und Vegetationskunde im Institut für Ökologie der TU Berlin. Er übernahm Verantwortung als Landesbeauftragter für Naturschutz und Landschaftspflege sowie als Vorsitzender des Sachverständigen-Beirates für Naturschutz und Landschaftspflege Berlin. Außerdem wurde er Mitglied des Deutschen Rates für Landschaftspflege und der Zentralen Kommission für Biologische Sicherheit, Mitglied und Stellvertretender Vorsitzender beim Rat der Sachverständigen für Umweltfragen der Bundesregierung.
Seine Hauptforschungsgebiete sind Stadtökologie, Vegetationskunde, biologische Invasion und Naturschutz. Sukopp gilt als Begründer stadtökologischer Forschung in Deutschland, die er zusammen mit anderen seit den 1970er Jahren am Institut für Ökologie der TU Berlin etabliert hat – mit internationaler Ausstrahlung.
1974 gab Sukopp die erste in Deutschland erschienene Rote Liste gefährdeter Pflanzenarten heraus und regte auch die Erarbeitung Roter Listen gefährdeter Tier- und Pflanzenarten für Berlin an, die seit 1982 erarbeitet und danach regelmäßig aktualisiert worden sind. Sukopp leitete seit 1979 eine Arbeitsgruppe, die erstmals Methoden zur Biotopkartierung in Siedlungen etabliert hat. Zusammen mit Rüdiger Wittig gab Sukopp 1993 das erste Fachbuch zur Stadtökologie mit Ansätzen aus verschiedenen Disziplinen heraus.

## Auszeichnungen (Auswahl)
- 1983: Verdienstkreuz am Bande der Bundesrepublik Deutschland[8]
- 1987: Verdienstorden des Landes Berlin
- 2008: EuroNatur-Preis

## Filme
- Der Pflanzenprofessor. Mit Herbert Sukopp durch Berlin. Dokumentarfilm, Deutschland, 2008, 28:50 Min., Buch und Regie: Heiderose Häsler, Produktion: rbb, Inhaltsangabe von ARD.

- Berliner Pflanzen. Das wilde Grün der Großstadt. Dokumentarfilm, Deutschland, 2006, 29 Min., Buch und Regie: Heiderose Häsler, Produktion: rbb, Erstsendung: 6. Oktober 2006 bei rbb, Inhaltsangabe (Memento vom 28. Juli 2014 im Webarchiv archive.today) von rbb, mit Herbert Sukopp auf Pflanzenexkursion.